# Матјас Схунартс
Матјас Схунартс (хол. Matthias Schoenaerts; рођен 8. децембра 1977) белгијски је глумац, филмски продуцент и графитни уметник фламанског порекла. Остварио је филмски деби са 13 година у Daens (1992), који је био номинован за „Оскара” за најбољи филм на страном језику. Најпознатији је по својим улогама Филипа у Стану у поткровљу (2008), Жакија Манмарсенила у Биковој глави (2011), који је био номинован за „Оскара”, Алија из филма Рђа и кост (2012), који је био номинован за Бафту и Златни глобус и за коју је добио награду Сезар за глумца који највише обећава, Ерика Дидса у Прљавој испоруци (2014), Бруна фон Фалка у Suite Française (2015), Габријела Оука у Далеко од разуздане гомиле (2015), Пола де Смедта у филму Распакивање (2015) и Ханса Аксгила у Данкињи (2015). Схунартс је добио признање критичара за улогу бившег војника који пати од пост-трауматског стресног поремећаја у филму Мериленд (2015).
У 2015. години је именован за витеза Реда уметности и књижевности у Француској.

## Награде и номинације

### Награда Сезар, Француска
| Година | Група         | Награда                     | Филм       | Резултат |
| ------ | ------------- | --------------------------- | ---------- | -------- |
| 2013.  | Награда Сезар | Глумац који највише обећава | Рђа и кост | Освојено |

### Награда Магрит, Белгија
| Година | Група          | Награда        | Филм         | Резултат   |
| ------ | -------------- | -------------- | ------------ | ---------- |
| 2012.  | Награда Магрит | Најбољи глумац | Бикова глава | Освојено   |
| 2013.  | Награда Магрит | Најбољи глумац | Рђа и кост   | Номинација |
| 2018.  | Награда Магрит | Најбољи глумац | Верност      | На чекању  |

### Фландријске филмске награде, Белгија
| Година | Група | Награда        | Филм         | Резултат |
| ------ | ----- | -------------- | ------------ | -------- |
| 2011.  | Енсор | Најбољи глумац | Бикова глава | Освојено |

### Филмски Фестивал у Остендеу, Белгија
| Година | Група | Награда        | Резултат |
| ------ | ----- | -------------- | -------- |
| 2015.  | Енсор | Изузетан успех | Освојено |

### Награда Лимијер, Француска
| Година | Група           | Награда        | Филм       | Резултат   |
| ------ | --------------- | -------------- | ---------- | ---------- |
| 2013.  | Награда Лимијер | Најбољи глумац | Рђа и кост | Номинација |

### Награда Кристални глобус, Француска
| Година | Група                    | Награда        | Филм       | Резултат   |
| ------ | ------------------------ | -------------- | ---------- | ---------- |
| 2013.  | Награда Кристални глобус | Најбољи глумац | Рђа и кост | Номинација |

### Награда Златне звезде, Француска
| Година | Група         | Награда                  | Филм       | Резултат |
| ------ | ------------- | ------------------------ | ---------- | -------- |
| 2013.  | Златне звезде | Најбоља мушка придошлица | Рђа и кост | Освојено |

### Награда Патрик Девер, Француска
| Година | Награда              | Резултат   |
| ------ | -------------------- | ---------- |
| 2013.  | Награда Патрик Девер | Номинација |
| 2016.  | Награда Патрик Девер | Номинација |

### Филмски фестивали
| Година | Група                                         | Награда                                             | Филм         | Резултат   |
| ------ | --------------------------------------------- | --------------------------------------------------- | ------------ | ---------- |
| 2003.  | Берлински међународни филмски фестивал        | ЕФП-ова Звезда у успону                             |              | Освојено   |
| 2009.  | Телевизијски фестивал у Монте Карлу           | „Златна Нимфа” за изузетног глумца – драмска серија |              | Номинација |
| 2011.  | АФИ фестивал                                  | Награда критичара нових аутора за најбољег глумца   | Бикова глава | Освојено   |
| 2011.  | Фантастичан фестивал у Остину                 | Награда за најбољег глумца                          | Бикова глава | Освојено   |
| 2011.  | Европски филмски фестивал у Лез-Арку          | Најбољи глумац                                      | Бикова глава | Освојено   |
| 2011.  | Међународни филмски фестивал 2-у-1            | Награда за најбољег глумца                          | Бикова глава | Освојено   |
| 2011.  | Фестивал младих филмаџија у Сен-Жан-де-Лузу   | Најбољи глумац                                      | Бикова глава | Освојено   |
| 2012.  | Међународни филмски фестивал у Палм Спрингсу  | Награда за најбољег глумца                          | Бикова глава | Освојено   |
| 2012.  | Ваљадолидски међународни филмски фестивал     | Најбољи глумац                                      | Рђа и кост   | Освојено   |
| 2015.  | Капри-Холивудски међународни филмски фестивал | Откриће године                                      | Данкиња      | Освојено   |

### Награде критичара
| Година | Група                                 | Награда                    | Филм         | Резултат   |
| ------ | ------------------------------------- | -------------------------- | ------------ | ---------- |
| 2012.  | Даблински круг филмских критичара     | Најбољи глумац             | Рђа и кост   | Номинација |
| 2013.  | Награда                               | Најбољи међународни глумац | Бикова глава | Освојено   |
| 2013.  | Награда                               | Најбољи међународни глумац | Рђа и кост   | Освојено   |
| 2013.  | Награда Међународног друштва киномана | Најбољи глумац             | Бикова глава | Номинација |

### Друго
| Година | Група                       | Награда       | Резултат |
| ------ | --------------------------- | ------------- | -------- |
| 2016.  | Награде за стил часописа Ел | Глумац године | Освојено |